# Valle de Villaverde
Valle de Villaverde (Villaverde de Trucios até 2005; Villaverde Turtzioz en basque), est une commune espagnole de la communauté autonome de Cantabrie. Elle est enclavée dans la province de Biscaye dans la communauté autonome du Pays basque.